# Cecidophyopsis
Cecidophyopsis  (лат.) — род микроскопических четырёхногих клещей из семейства Eriophyidae (Trombidiformes).
Тело червеобразное. Дорсальный диск широко округлый спереди и на нём отсутствуют щетинки. Все абдоминальные сеты стандартной формы. Гениталии самки приближены к основаниям тазиков. Смородинный почковый клещ (Cecidophyopsis ribis) обнаружен на крыжовнике и чёрной смородине.

## Систематика
- Cecidophyopsis alpina Amrine, 1994
- Cecidophyopsis atrichus (Nalepa, 1892)
- Cecidophyopsis aurea Amrine, 1994
- Cecidophyopsis grossulariae (Collinge, 1907)
- Cecidophyopsis hendersoni (Kiefer, 1954)
- Cecidophyopsis malpighianus (Canestrini & Massalongo, 1893)
- Cecidophyopsis psilaspis (Nalepa, 1893)
- Cecidophyopsis ribis (Westwood, 1869) — Европа, Северная Америка, Тасмания, Новая Зеландия
  - =Phytoptus ribis Westwood, 1869
- Cecidophyopsis ruebsaameni (Nalepa, 1895)
- Cecidophyopsis selachodon van Eyndhoven, 1967
- Cecidophyopsis spicata Jones, 1997
- Cecidophyopsis vermiformis  (Nalepa, 1889)
- Другие виды